# Radio Moskva
Radio Moskva je radijska postaja, ki so jo leta 1922 v Rusiji ustanovili boljševiki. Z oddajanjem je začel z enim oddajnikom. Njegova slišnost je bila sprva le v sovjetski prestolnici in okolici. Leta 1925 so postavili drugi oddajnik v Sankt Peterburgu.
Radio Moskva je odigral pomembno vlogo za tedanjo komunistično oblast, saj je bil edini dovoljeni radio. Agitprop je prek njega posredoval skrbno izbrane in cenzurirane informacije, ki so hvalile Leninovo in Stalinovo politiko. Leta 1939 je Stalin ukazal razširitev komunistične informativne propagande tudi izven meja Sovjetske zveze. Zato so na radiu Moskva ustanovili različne jezikovne oddelke in začeli oddajati v angleškem, francoskem, nemškem, italijanskem, arabskem, kitajskem in v drugih jezikih. Med drugimi tudi v slovenskem jeziku. Slovensko uredništvo je vodil jugoslovanski komunist Ivan Regent. 
Do izbruha druge svetovne vojne je Radio Moskva podpiral zavezništvo med Hitlerjem in Stalinom ter ostro kritiziral demokracije v Ameriki in Evropi. Po izbruhu vojne je bil glavni vir informacij dogajanj na vzhodni fronti. Da bi podprl komunistične revolucije v Afriki je Radio Moskva leta 1961 razširil delovanje tudi nad Afriko in oddajal programe v različnih afriških jezikih. Radio Moskva je oddajal vse do kolapsa Sovjetske zveze in Komunistične partije leta 1991. Takrat so ga preimenovali in danes deluje pod imenom Glas Rusije.